# Västra Eds landskommun
Västra Eds landskommun var en tidigare kommun i Kalmar län.

## Administrativ historik
När 1862 års kommunalförordningar trädde i kraft inrättades i Sverige cirka 2 500 kommuner. Huvuddelen av dessa var landskommuner (baserade på den äldre sockenindelningen), vartill kom 89 städer och åtta köpingar. I Västra Eds socken i Norra Tjusts härad i Småland inrättades då denna kommun.
1931 överfördes en del av kommunen till den då nybildade Överums landskommun.
Vid kommunreformen 1952 uppgick denna  i storkommunen Tjust-Ed.
År 1971 upplöstes Tjust-Eds landskommun och detta område fördes så till Västerviks kommun.

## Politik

### Mandatfördelning i Västra Eds landskommun 1938-1946
| 21 | 4 |

| 25 |

| 15 | 3 | 7 |

| 25 |

| 14 | 4 | 7 |

| 25 |